# Décret du 10 janvier 1935 interdisant aux magistrats toute intervention en leur faveur
Le décret du 10 janvier 1935 interdisant aux magistrats toute intervention en leur faveur est un texte réglementaire français, paru au Journal officiel du 19 janvier 1935. 
Le décret a été pris sous le cabinet Flandin, et a été notamment cosigné par Georges Pernot, ministre de la justice (classé à droite de l'échiquier politique).

## Principe énoncé
L'article 2 du décret énonce : « Il est interdit aux magistrats du siège et du parquet, ainsi qu'aux juges des tribunaux d'instance, de provoquer en leur faveur, pour quelque motif que ce soit, toute autre intervention que celle de leurs supérieurs hiérarchiques, soit auprès du garde des sceaux ou de l'administration centrale du ministère de la justice, soit auprès de leurs supérieurs ou des membres des commissions relatives à l'avancement et à la discipline. »